# Міжнародна асоціація академій наук
Міжнародна асоціація академій наук (МААН) — міжнародна неурядова організація, створена 1993 року з метою об'єднання зусиль академій наук для вирішення на багатосторонній базі найважливіших наукових проблем для збереження зв'язків, що історично склались, і розвитку нових творчих зв'язків між науковцями.
Кожна з академій наук, що входять до складу МААН, є цілковито незалежною у всіх аспектах своєї діяльності. Рішення МААН мають для академій наук — її членів — винятково рекомендаційний характер.

## Керівництво
Вищим органом МААН є Рада, до складу якої входять президенти академій наук — членів МААН або делеговані ними особи. Рішення Ради приймаються, як правило, на підставі консенсусу. В період між засіданнями Ради діяльністю МААН керує її президент.

### Рада МААН
- Президент МААН — академік Національної академії наук України Борис Патон.
- Члени Ради МААН — президенти чи голови президій національних академій наук — членів МААН.

## Члени

### Академії наук— члени МААН
Академії наук країн колишнього СРСР
- Національна академія наук України (Україна, Київ)
- Національна академія наук Азербайджану (Азербайджан, Баку)
- Національна академія наук Республіки Вірменії (Вірменія, Єреван)
- Національна академія наук Білорусі (Білорусь, Мінськ)
- Академія наук Грузії (Грузія, Тбілісі)
- Національна академія наук Казахстану (Казахстан, Алмати)
- Національна академія наук Киргизстану (Киргизстан, Бішкек)
- Академія наук Молдови (Республіка Молдова, Кишинів)
- Російська академія наук (Росія, Москва)
- Академія наук Республіки Таджикистан (Таджикистан, Душанбе)
- Академія наук Узбекистану (Узбекистан, Ташкент)

Академії наук інших країн
- В'єтнамська академія наук і технологій (В'єтнам, Ханой)

### Організації— асоційовані члени МААН
- Об'єднаний інститут ядерних досліджень (Росія, Московська область, Дубна)
- Російський гуманітарний науковий фонд (Росія, Москва)
- Російський фонд фундаментальних досліджень (Росія, Москва)
- Московський фізико-технічний інститут (державного університету) (Росія, Московська область, Долгопрудний)
- Білоруський республіканський фонд фундаментальних досліджень (Білорусь, Мінськ)
- Московський державний університет імені М. В. Ломоносова (Росія, Москва)
- Російський науковий центр «Курчатовський інститут» (Росія, Москва)

## Штаб-квартира
Київ, Україна.

## Історія створення
23 вересня 1993 року в Києві в Інституті теоретичної фізики АН України відбулись установчі збори повноважних представників національних академій наук 15 держав Європи та Азії, на яких було одностайно прийнято рішення про створення МААН.
На правах повноправних членів до МААН увійшли академії наук усіх країн СНД і В'єтнаму, а академії наук Словаччини та Чехії — як спостерігачі. Президентом МААН одностайно було обрано президента АН України академіка Бориса Євгеновича Патона, а віце-президентом МААН — президента НАН Республіки Казахстан академіка Умірзака Махмутовича Султангазіна.
Учасників установчих зборів прийняв Президент України Леонід Кравчук.
Для нової міжнародної організації важливим стало питання легалізації її діяльності й розміщення штаб-квартири. У травні 1994 року указом Президента України Асоціація отримала офіційне визнання з боку держави й підтримку відносно розміщення штаб-квартири МААН у Києві.